# سالي تشيشولم
سالي واتسون تشيشولم (بالإنجليزية: Sallie Watson Chisholm) مواليد 5 نوفمبر 1947 هي عالمة أحياء بحرية وعالمة محيطات أمريكية وأستاذة في معهد ماساتشوستس للتكنولوجيا، حائزة على القلادة الوطنية الأمريكية للعلوم من الرئيس باراك أوباما في 1 فبراير 2013، وجائزة كرافورد وحائزة على زمالة غوغنهايم.

## النشأة والتعليم
ولدت سالي في مدينة ماركيت التابعة لمقاطعة ماركويت في ولاية ميشيغان الأمريكية. وتخرجت من مدرسة ماركيت الثانوية العليا في عام 1965. دخلت كلية سكيدمور وحصلت على شهادة الدكتوراه من جامعة ألباني في عام 1974.

## الحياة المهنية
تشيشولم كانت عضو هيئة التدريس في معهد ماساتشوستس للتكنولوجيا منذ عام 1976. وقد ركزت أبحاثها على البيئة البحرية والعوالق النباتية.
في السنوات الأخيرة، لعبت تشيشولم دورا بارزا في معارضة استخدام التسميد الحديدي كإصلاح تكنولوجي عن تغير المناخ الذي سببه البشر.

## الجوائز والتكريم والأوسمة
أصبحت سالي عضوة في الأكاديمية الوطنية للعلوم منذ عام 2003 وزميلة الأكاديمية الأمريكية للفنون والعلوم منذ عام 1992.
في عام 2012 حصلت على جائزة روث باتريك (بالاشتراك) من جمعية علوم البحيرات والمحيطات.
كما حصلت على الميدالية الوطنية للعلوم من الرئيس باراك أوباما في الأول من فبراير عام 2013.
في عام 2013 منحت جائزة رامون مارغاليف في البيئة، «كونها واحدة من أبرز وأنشط الباحثين في علم الأحياء والبيئة البحرية».
في الرابع والعشرين من مايو 2018 حصلت على شهادة الدكتوراه الفخرية في العلوم من جامعة هارفارد.
في 2019 تلقت جائزة كرافورد في العلوم البيولوجية "للدراسات الاستكشافية والرائدة حول الكائن الضوئي الأكثر وفرة على الأرض، بروكلوكوكوس".Prochlorococcus".

## وصلات خارجية
- مختبر سالي في معهد ماساتشوستس للتكنولوجيا
- محاضرة سالي على الإنترنت
- فيديو يتحدث عن أعمال تشيشولم